# Мозговой, Моисей Алексеевич
Моисей Алексеевич Мозговой (11 августа 1944) — советский хоккеист с мячом, бронзовый призёр чемпионата СССР 1973 года.

## Биография
Моисей Мозговой практически всю игровую карьеру провёл в родном Первоуральске. С 441 матчем в чемпионах СССР является рекордсменом клуба по числу сыгранных матчей. На протяжении двух десятков лет был ведущим игроком клуба.
Лишь один сезон провёл вне Первоуральска. В 1973 году в составе кемеровского «Кузбасса» стал бронзовым призёром чемпионата СССР.
Также играл в хоккей на траве в составе первоуральского клуба.
В 1987 году переехал в украинский Вышгород.

## Достижения
- — Бронзовый призёр чемпионата СССР — 1973
- Включён в список 22 лучших игроков сезона — 1970

## Интересные факты
Выступая в чемпионате СССР заявлялся и как Моисей, и как Владимир.